# Церква Успіння Пресвятої Богородиці (Підгайці)
Успенська церква — мурована церква 1653 року, розташована у місті Підгайці Тернопільської області, при вул. Бережанській.
ЇЇ оголошено пам'яткою архітектури національного значення: архітектурна конструкція не має аналогів в Україні. Інтер'єр, живопис і культура стилю бароко — Відродження (Ренесансу).
Церква оточена грубим кам'яним муром. Неподалік храму є пам'ятний хрест на честь Святої Тверезості, поставлений 1876 р.

## Історія
Фундаторкою Успенської церкви була друга дружина власника міста Станіслава «Ревери» Потоцького Анна Могилянка. Відомо, що великі кошти на будівництво церкви та інші добровільні фундації давали власники міста Потоцькі.

## Архітектура

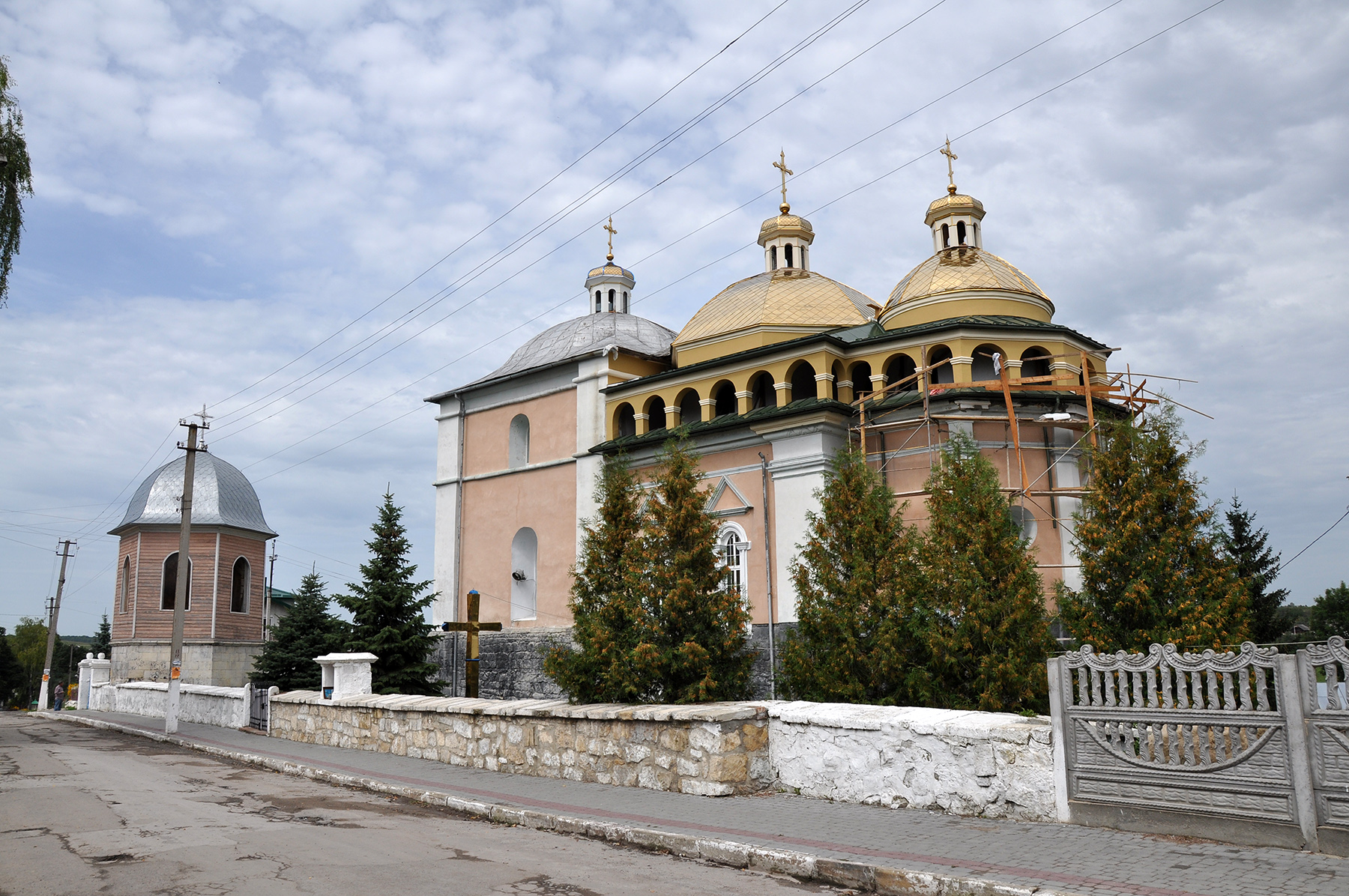
Церква у 2012 році

### Екстер'єр
Споруда кам'яна, тридільна, триверха, з квадратною навою, притвором, гранчастою зовні і круглою зсередини апсидою. Під бабинцем знаходиться глибокий підвал, над ним, на другому ярусі — хори, на третьому — каплиця. Усі три куполи із світловими ліхтариками. Особливістю будівлі (аналога серед пам'яток України не існує) є влаштований на даху бойовий обхід із аркадою. Фасади оформлені пілястрами, а портали і обрамлення вікон — профілюванням і різьбленням у стилі Відродження.

### Інтер'єр
В інтер'єрі домінує висотно розкритий простір середнього купола. Первісна дерев'яна скульптура с. XVII ст. зберігається в Київському музеї українського мистецтва, а нині інтер'єр церкви доповнюють живопис і скульптури кіотів в стилі бароко (XVIII ст.). Із первісного іконостаса до нашого часу збереглись тільки дві дерев'яні скульптури св. Петра і Павла, які зараз зберігаються у Київському музеї українського мистецтв.
Стильова своєрідність пам'ятки — у сполученні прийомів ренесансової архітектури (декор) і традиційної української (конфігурація).

## Дзвіниця
Біля церкви, край дороги, є дзвіниця XIX ст. Вона стоїть на місці старої, яку 1889 р. знищила пожежа. У давнішім часі стара дзвіниця була оборонною вежею коло Львівської брами, як частина міських укріплень, розібраних у середині XVIII ст.